# Soltendieck
Soltendieck er en kommune i Samtgemeinde Aue i den sydlige del af Landkreis Uelzen i den nordøstlige del af tyske delstat Niedersachsen, og en del af Metropolregion Hamburg. Kommunen har et areal på godt 34 km², og en befolkning på godt 1.000 mennesker.

## Geografi
Kommunen ligger på Lüneburger Heide, og består ud over Soltendieck, af landsbyerne (med deres omgivelser) Bockholt, Heuerstorf, Kakau, Kattien, Müssingen, Thielitz og Varbitz, der frem til 1972 var selvstændige kommuner.